# 莫大先生
莫大先生是金庸的武俠小說《笑傲江湖》中的衡山派掌門人，外號「瀟湘夜雨」，行踪神出鬼沒，劍法高超，平時不顯山不漏水，其實力在五嶽中僅次於左冷禪。莫大先生乃《笑傲江湖》正派中十位最強的高手之一，也是金庸小說中武功超群的高手之一。身材瘦长脸色枯槁，披著一件青布长衫，洗的青中泛白，形象甚是落魄。

## 人物
兵器是一柄可藏於二胡中的薄劍，江湖上人稱「琴中藏劍，劍發琴音」，此亦他一生武功的寫照。人瘦得像个痨病鬼，一把胡琴奏的“潇湘夜雨”悲咽凄凉，令人难以忍泪，但一味悲凄于音乐之道并不高明，故而精通音律的刘正风与其性格相左，并不亲厚。由此江湖传言二人不合，但实际并非如此。
莫大以一柄又薄又窄的長剑使出「百变千幻衡山云雾十三式」，教人防不胜防，第二次出场就以此招在衡山城外瞬殺嵩山派十三太保之一「大嵩阳手」费彬，让师弟刘正风及日月神教长老曲洋能安然而逝，同时也救了令狐冲与仪琳的性命、为少女曲非烟报了仇，但他来无踪、去无影，费彬还未倒地气绝，他已悄然远去了。与令狐冲相遇于龙泉铸剑谷之役后，二人把酒言欢。点拨令狐冲去少林寺营救任盈盈，并答允代替令狐冲保护恒山众女弟子。
由於當初莫大的師祖和師叔祖在華山絕頂和日月神教十長老交戰斃命，莫大的師父年紀較輕，雖練就衡山五神劍中芙蓉、紫蓋、石廩、天柱、祝融五路劍法，但只知了大概，而未得師父傳授指點，在嵩山比劍時對岳靈珊重現五神劍感到相當驚訝。后来莫大也在思过崖石壁前凝视衡山前辈的剑招，令狐冲欲与之相见但未得便。
莫大在華山思過崖事件後失去音訊，令狐冲一度以为他已死于思过崖乱战。三年後莫大悄然造訪令狐冲與任盈盈成婚的梅莊，于窗外默奏《凤求凰》相贺，使令狐冲惊喜不已，莫大在奏曲未终之際便即隐去，為小說結束時僅存的原五嶽劍派掌門。

## 武功
迴風落雁劍
据说能一招刺出九剑，迅猛无比，令人匪夷所思。
百變千幻衡山雲霧十三式
衡山派三大绝技之一，将变戏法的本领渗入武功，变化古怪，十三式變化古怪，五花八門，層出不窮，端的威力甚強。